# HMS Clio (1807)
La corbeta HMS Clio fue un buque de guerra británico de la clase Cruizer que protagonizó la usurpación británica de las Islas Malvinas en 1833 mediante un acto de fuerza ilegítimo.

## Historia
Botado en los astilleros Betts, en Mistleythorn, el 10 de enero de 1807, el siguiente año participó de la toma de Tórshavn, capital de las Islas Feroe.
Entre el 30 de abril de 1830 y el 17 de junio de 1833 estuvo bajo el mando del comandante John James Onslow y destinada a la estación naval de Sudamérica con base en Río de Janeiro, Brasil.

### Malvinas
A fines de 1832 fue enviada por el comandante de la estación naval de Sudamérica almirante Sir Thomas Baker a hacer tomar las Islas Malvinas.

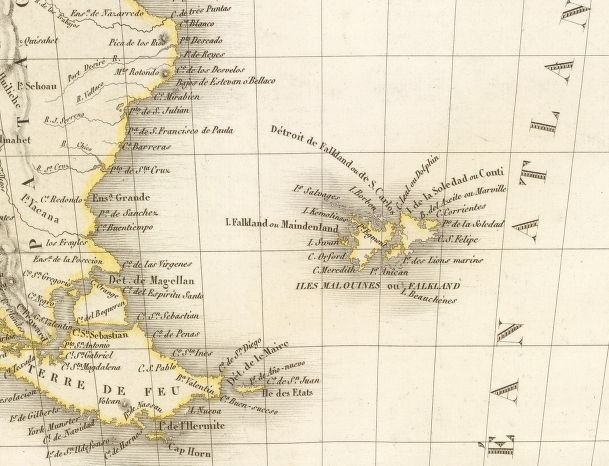
Islas Malvinas(mapa francés de 1833).

El 2 de enero de 1833 se presentó en las islas. El comandante argentino José María Pinedo, al mando de la goleta de 9 cañones Sarandí envió a dos de sus oficiales a la Clio para conocer sus intenciones. El comandante John James Onslow por toda respuesta acompañó personalmente a los oficiales argentinos a su buque, donde transmitió a Pinedo sus instrucciones, esto es, tomar el control de las islas, y le dio veinticuatro horas para arriar la bandera argentina y proceder a la evacuación. Pinedo protestó a lo que Onslow simplemente respondió que le enviaría sus instrucciones por escrito.
El jefe de la Sarandí consideró que toda resistencia sería vana y se limitó a dejar al colono Juan Simón como comandante provisional. El pabellón argentino fue arriado por un oficial inglés que lo hizo llegar a la Sarandí, donde Pinedo había ya embarcado todas sus fuerzas.
Dos días después la Sarandí abandonó las islas, llevándose a los soldados argentinos, los convictos de la colonia penal de San Carlos y algunos, pero no la totalidad, de los pobladores argentinos. Arribó a Buenos Aires el 15 de enero de 1834, donde Pinedo fue sumariado por no resistirse de manera apropiada a la usurpación.

### Asia
El 24 de mayo de 1839 asumió el mando el comandante Stephen Greville Fremantle, continuando estacionada en el Atlántico Sur. En 1841 recibió el mando de la nave el comandante Edward Norwich Troubridge, y fue destinada a la estación naval británica de las Indias Orientales, participando de las operaciones de la primera guerra Anglo-China, la llamada guerra del Opio.
El 30 de diciembre de 1842 fue puesta al mando del comandante James Fitzjames, continuando sus operaciones en el área de las Indias Orientales hasta su baja del servicio en el año 1845 en Portsmouth.